# ژرژ پولیتزر

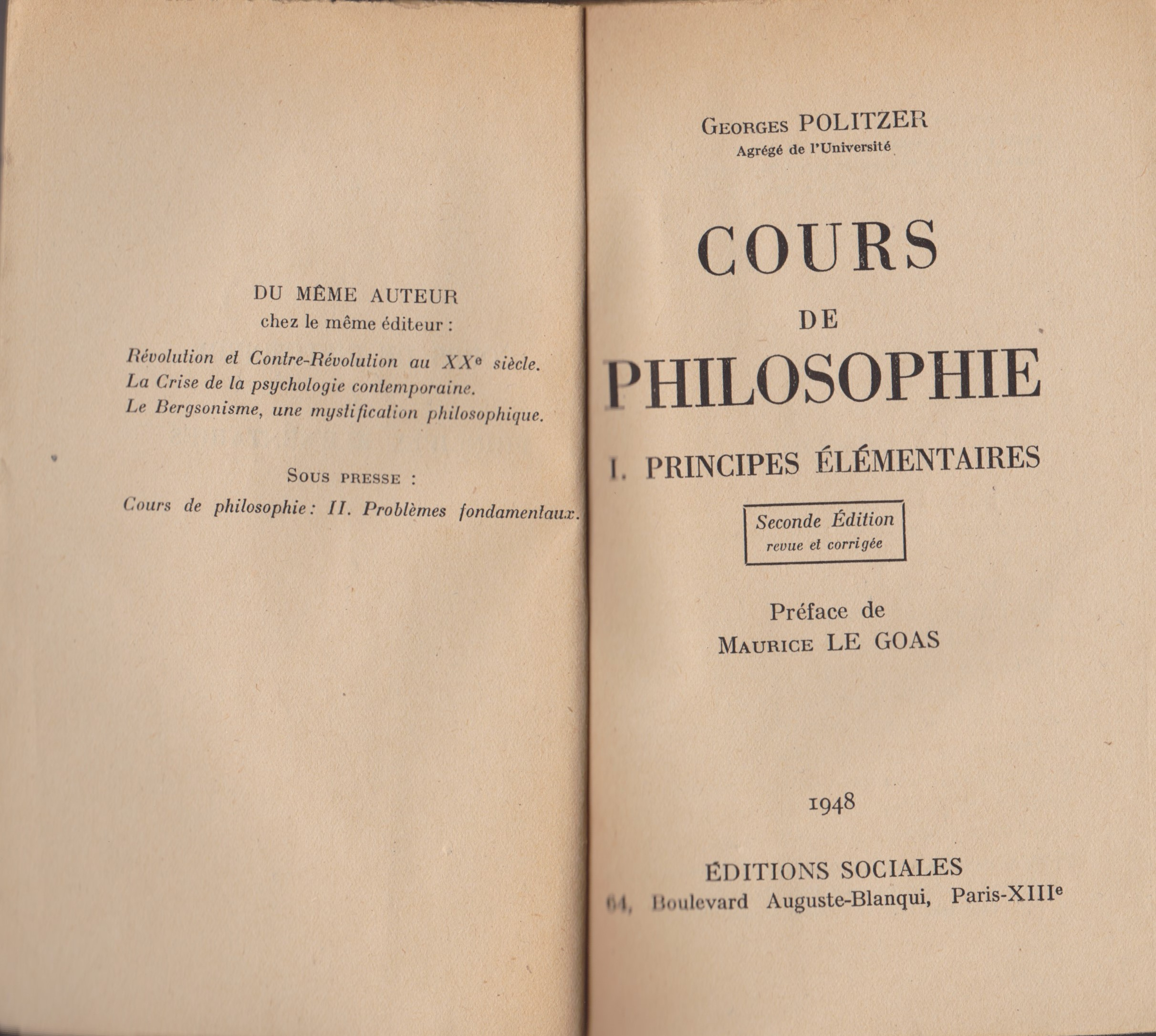
«اصول مقدماتی فلسفه» اثری از ژرژ پولیتزر (چاپ فرانسه، ۱۹۴۸)

ژرژ پولیتزر(به فرانسوی: Georges Politzer) (به مجاری: György Politzer) (زاده ۳ مه ۱۹۰۳ - مرگ ۲۳ مه ۱۹۴۲) فیلسوف فرانسوی و نظریه‌پرداز مارکسیست مجارتبار بود.

## زندگینامه
او در شهر اورادآ که اکنون بخشی از کشور رومانی است به دنیا آمد. از نوجوانی به فعالیت‌های مبارزاتی و انقلابی می‌پرداخت و در قیام ۱۹۱۹ مجارستان شرکت داشت. در هفده سالگی پس از شکست جمهوری شورایی مجارستان به رهبری بلا کون ناچار به مهاجرت شد. پس از دیدارهایی که با برخی از روشنفکران اروپایی، از جمله فروید در وین، داشت در ۱۹۲۱ در پاریس ساکن شد. در پاریس به مطالعه پرداخت و در ۱۹۲۹، یا کمی پس از آن، در حزب کمونیست فرانسه عضو شد. در آن سال‌ها حزب کمونیست فرانسه دانشگاهی برای کارگران به نام دانشگاه کارگری پاریس برپا کرده بود که تا سال ۱۹۳۹ که در اثر اشغال فرانسه تعطیل شد دایر بود. ژرژ پولیتزر در این دانشگاه ماتریالیسم دیالکتیک درس می‌داد. هم‌زمان با این کار او به تدریس فلسفه در دبیرستانی در سن مور دفوسه در جنوب شرقی پاریس می‌پرداخت.
پس از اشغال فرانسه او به فعالیت مخفی در حزب کمونیست ادامه داد. مدتی در رهبری مخفی حزب فعال بود. بعد مسؤل انتشار خبرنامه‌ای مخفی شد. در ۱۹۴۰ پس از دستگیر شدن دوستش پل لانژون که استاد دانشگاه و فیزیک‌دانی نامدار بود نخستین شماره نشریه‌ای به نام «دانشگاه آزاد» را منتشر کرد و در آن خواستار اقدام محافل علمی برای آزادی لانژون شد. در ۱۹۴۲ در حمله‌ای که منجر به دستگیری بیش از صد کمونیست شد همراه همسرش دستگیر شد. پلیس دولت ویشی او را به گشتاپو تحویل داد. او را پس از شکنجه تیرباران کردند. همسرش چند سال بعد در اردوگاه آشویتس درگذشت.

## آثار
پولیتزر به روانشناسی توجه داشت و مدتی نیز نظرات فروید را مطالعه و تایید می‌کرد، گر چه بعدها انتقاداتی بر آن وارد کرد. چند رساله در زمینه روانشناسی از او به جا مانده است. مشهورترین اثر او کتابی است به نام اصول مقدماتی فلسفه. این کتاب یادداشت‌هایی است که یکی از شاگردان او از درس‌های او در دانشگاه کارگری پاریس جمع‌آوری کرده است و پس از مرگ او منتشر شد. این کتاب را جهانگیر افکاری به فارسی ترجمه کرد و بدون نام مترجم در دهه ۱۳۳۰ در تهران منتشر شد. این ترجمه فارسی به زودی از کتاب‌های ممنوعه شد و تا آستانه انقلاب ایران به صورت مخفی منتشر و دست به دست می‌شد. در دوران انقلاب چند چاپ مختلف از همین ترجمه با نام مترجم منتشر شد.
در زیر فهرستی از آثار پولیتزر به نقل از ویکی‌پدیای انگلیسی آمده است:
- انتقادی از مبانی روانشناسی،۱۹۲۸
- برگسونیسم، چشم‌بندی فلسفی
- خون و طلا، ۱۹۴۰
- انقلاب و ضد انقلاب در قرن بیستم، ۱۹۴۱
- اصول مقدماتی فلسفه، ۱۹۳۵-۱۹۳۶
- نوشته‌ها ۱ فلسفه و افسانه
- نوشته‌ها ۲ مبانی روانشناسی